# Deutsche Gesellschaft für Politikberatung
Die Deutsche Gesellschaft für Politikberatung (kurz degepol, in Eigenschreibweise: de'ge'pol) ist die Vereinigung deutschsprachiger Politikberater. Der Verein mit Sitz in Berlin wurde am 25. Mai 2002 gegründet und ist nach eigenen Angaben unabhängig, parteiübergreifend und wird von einem ehrenamtlich tätigen Vorstand getragen.

## Ziele und Aktivitäten
Der Vereinszweck ist die Förderung der Weiterbildung und Professionalisierung von Berufsträgern im Bereich der Politikberatung. Als Ziele nennt die de'ge'pol unter anderem die Sicherung von Qualität und ethischen Standards in der Politikberatungsbranche, die Vermittlung eines klaren Profils von Politikberatung und -management gegenüber den Akteuren im politischen Feld und der Öffentlichkeit sowie den Aufbau eines gemeinsamen fachlichen Selbstverständnisses.
Der Verein nimmt in Deutschland und bei der Europäischen Union Stellung zu Vorhaben und Entscheidungen, die die Berufspraxis der Politikberatung betreffen. Sie steht im Dialog mit anderen berufspolitisch relevanten Vereinigungen und beteiligt sich an öffentlichen Diskussionen über die Praxis der Politikberatung, insbesondere zu ihrer Regulierung und zu professionellen Standards sowie über Bildungswege und Qualifizierung.

## Struktur

### Vorstand
(Quelle: )
- Vorsitzender: Stefan Unger
- Stellvertreterin des Vorsitzenden: Karoline Teuber-Wohl

Stellvertretende Vorsitzende:
| - Carsten J. Diercks - Tobias Jung - Norbert Theihs | - Andrej Gross - Dr. Sabine Schmidt |

Der Vorstand führt die Geschäfte, plant die Aktivitäten und vertritt extern die Mitgliedschaft. Der Vorstand wird von der Mitgliederversammlung für drei Jahre gewählt.  Vorsitzender ist seit Juni 2025 Stefan Unger, Geschäftsführer und Partner von Miller & Meier Consulting GmbH. Er übernahm das Amt von Dominik Meier, der als Mitbegründer des Verbandes seit 2002 insgesamt 22 Jahre engagiert im Vorstand tätig war.
Der de’ge’pol Beirat ist Impulsgeber und Diskussionsforum aus der Branche für die Branche im Austausch mit den de’ge’pol Vorstandsmitgliedern. Der Beirat ist außerdem eingebunden in die Freiwillige Selbstkontrolle im Deutschen Rat für Interessenvertretung.
Der Beirat bildet die unterschiedlichen Tätigkeiten im Feld der Politikberatung, d. h., er setzt sich aus Mitgliedern der de'ge'pol oder bisherigen Beiratsmitgliedern der Tätigkeitscluster zusammen:

### Beirat
- Anja Schlicht, navos - Public Dialogue Consultants GmbH
- Christoph Moosbauer, MSL Group Germany GmbH
- Michael Nitsche, Bundesverband Großhandel, Außenhandel, Dienstleistungen e.V.
- Stefan Unger, Miller & Meier Consulting GmbH
- Roberto Fleißner, Concilius AG
- Heiko Kretschmer, Johanssen + Kretschmer – Strategische Kommunikation GmbH
- Viola Neu, Konrad-Adenauer-Stiftung
- Alexander Mauß, Mauss Research
- Wolfgang Gibowski, Universität Potsdam
- Jana Faus, pollytix strategic research GmbH
- Maija Corinti Salvén, Apple
- Anna-Maija Mertens, DICO - Deutsches Institut für Compliance e.V.
- Diana Scholl, Bundesverband Deutscher Berufsförderungswerke e.V.
- Vito Cecere, Auswärtiges Amt[3]

### Mitglieder
Mitglieder der degepol können Personen oder Korporationen werden. Persönliche Mitglieder sind Berufspraktiker, die über Erfahrung in der Politikberatung verfügen. Sie sind in den Bereichen politische Kommunikation und Public Affairs, Kampagnenberatung und Politikfeldberatung in verschiedenen Ländern tätig. Sie arbeiten unter anderem in Agenturen, Unternehmen, Verbänden, Parteien oder als Selbstständige. Seit Januar 2010 steht die Mitgliedschaft auch juristischen Personen offen. Korporative Mitglieder sind Organisationen, die im Berufsfeld tätig sind, vor allem Agenturen und Beratungsunternehmen. Korporative Mitglieder können bis zu fünf Repräsentanten in die degepol entsenden.

## Qualität, Ethik und Transparenz
Zentrale Anliegen des Vereins sind Qualitätsstandards, Verhaltensregeln und Transparenz für die Politikberatung. Der Verein hat einen Kriterienkatalog zum Qualitätsmanagement in der Politikberatung veröffentlicht. Im Jahr 2003 wurde auf der Mitgliederversammlung ein Verhaltenskodex für Politikberaterinnen und Politikberater verabschiedet. Der Verein setzt sich seit 2009 öffentlich für eine Registrierungspflicht von Interessenvertretern auf EU-Ebene und in Deutschland ein.
Im Oktober hat die de'ge'pol ihr langjähriges Vorstandsmitglied Sergius Seebohm aufgrund eines Verstoßes gegen den Verhaltenskodex ausgeschlossen. Seebohm hatte durch eine „Mystery“-Phase in der Kampagne „Wyld“ für seine Auftraggeberin AAP Stichling gegen das Gebot transparenter Interessenvertretung verstoßen.

## Mitgliedschaften
Der Verein war gemeinsam mit der Deutschen Public Relations Gesellschaft (DPRG), dem Bundesverband der Kommunikatoren (BdKom) und der Gesellschaft Public Relations Agenturen (GPRA) Träger des Deutschen Rats für Public Relations (DRPR). Im Oktober 2017 hat die de'ge'pol den DRPR im Streit verlassen.
Die de'ge'pol ist Mitglied in der PACE Public Affairs Community of Europe AISBL.